# Bara Bamonia
Bara Bamonia è una suddivisione dell'India, classificata come census town, di 6.174 abitanti, situata nel distretto dei 24 Pargana Nord, nello stato federato del Bengala Occidentale. In base al numero di abitanti la città rientra nella classe V (da 5.000 a 9.999 persone).

## Geografia fisica
La città è situata a 22° 48' 41 N e 88° 36' 12 E.

## Società

### Evoluzione demografica
Al censimento del 2001 la popolazione di Bara Bamonia assommava a 6.174 persone, delle quali 3.167 maschi e 3.007 femmine. I bambini di età inferiore o uguale ai sei anni assommavano a 772, dei quali 398 maschi e 374 femmine. Infine, coloro che erano in grado di saper almeno leggere e scrivere erano 4.516, dei quali 2.486 maschi e 2.030 femmine.